# HTC 7 Pro
Das HTC 7 Pro ist ein Smartphone des taiwanischen Herstellers HTC Corporation. Als Betriebssystem kommt Windows Phone 7 zum Einsatz.

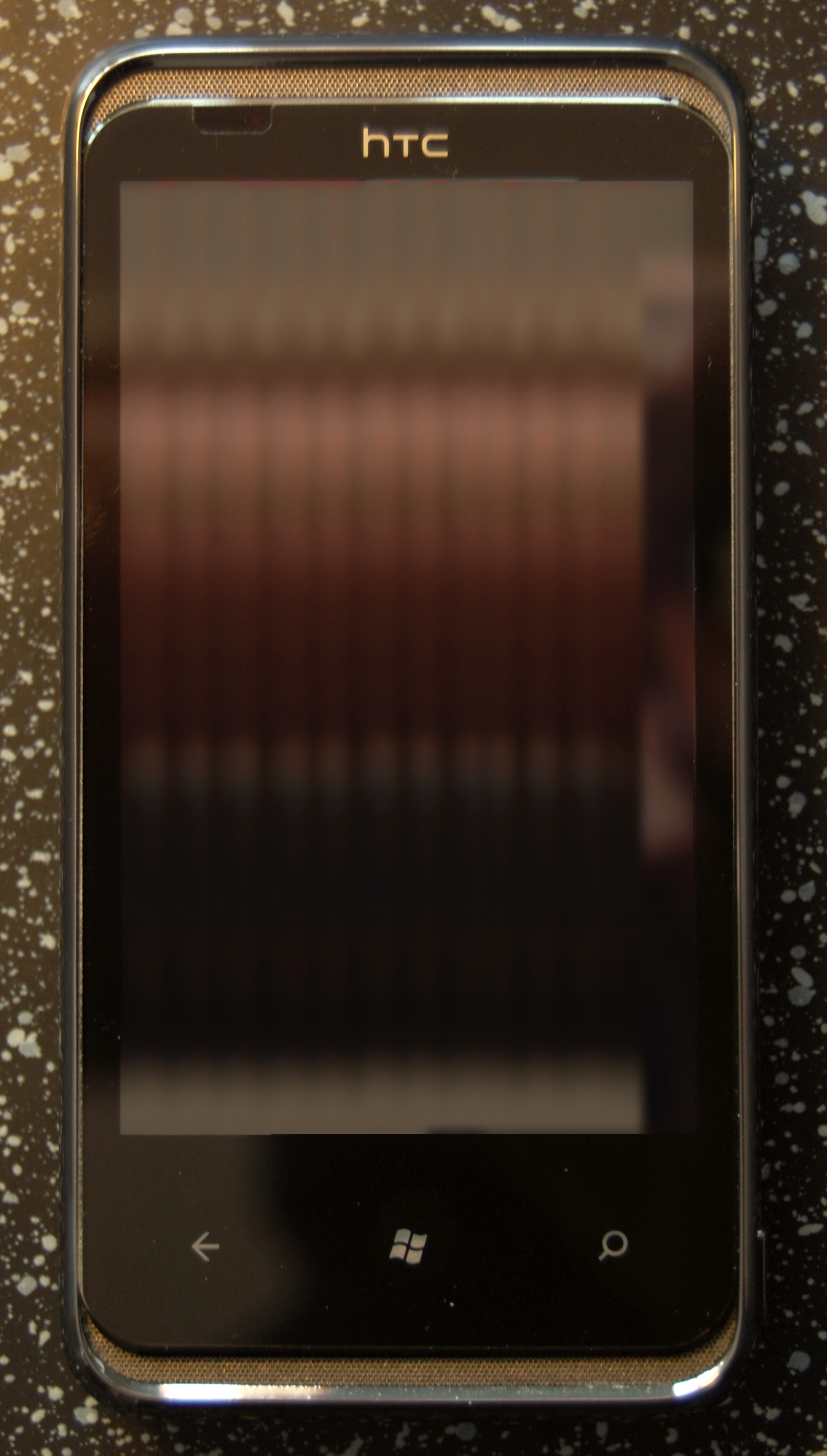
Vorderseite des HTC 7 Pro

## Hintergrund
Das HTC 7 Pro gehört der ersten Serie von Smartphones an, die mit dem Microsoft-Betriebssystem Windows Phone 7 ausgestattet sind. Im Gegensatz zu den übrigen Windows-Phone-7-Smartphones des Herstellers HTC Corporation wurde das HTC 7 Pro erst Anfang 2011 eingeführt. Konzipiert ist das HTC 7 Pro als Business-Smartphone, da es über eine ausziehbare QWERTZ-Tastatur verfügt und mit einem stärkeren Akku (1500 mAh) ausgestattet ist. Insbesondere gegenüber dem HTC HD7 wurde ein Touchscreen mit gleicher Auflösung (WVGA), aber kleinerer Diagonale verbaut. Microsoft stellt an die Fabrikate, auf denen Windows Phone 7 laufen soll, strenge Anforderungen, die unter anderem der Qualitätssicherung dienen. Gleichzeitig führt dies aber zu weitreichenden Einschränkungen bezüglich der Offenheit für Anwendungsentwicklungen und individuelle Herstellerdesigns.

## Markteinführung
Das HTC 7 Pro wurde in Deutschland erstmals im ersten Quartal 2011 ausgeliefert.

## Technik

### Chipset
Hardware-Basis ist ein Snapdragon-Chipsatz des Typs QSD8250, welcher bereits im Vorgänger HTC HD2 verbaut war. Der mit 1 GHz getaktete Prozessorkern Scorpion ist vergleichbar mit dem ARM-Cortex-A8-Kern und wird von 576 MB Arbeitsspeicher unterstützt. Grafische Berechnungen übernimmt der fest auf der Platine verbaute Adreno 200-Chip von Qualcomm, welcher unter anderem den OpenGL ES 2.0- sowie Direct3D-Standard beherrscht.

Das QSD8250-Chipset stellt die erste Generation der Snapdragon-Produktelinie dar und unterstützt mehrere Mobilfunkstandards, darunter GPRS, EDGE, UMTS und HSPA.

Zudem beinhalten alle Snapdragon-Chipsets Recheneinheiten zum Dekodieren von HDTV mit einer Auflösung von 720p sowie einen GPS-Empfänger.

### Speicher
Anders als bei anderen Modellen, wie etwa dem Samsung Omnia 7, kommt im HTC 7 Pro kein festgelöteter NAND-Speicher zum Einsatz, sondern ein interner, nicht frei zugänglicher SD-Kartenslot; hier befindet sich eine 8 GB SDHC-Speicherkarte. Der interne ROM-Speicher mit einer Kapazität von 512 MB wird hierbei, gemeinsam mit der SD-Karte, in einem JBOD-Verbund zu einem Speicher zusammengefügt; innerhalb des Betriebssystems kann also nicht mehr zwischen ROM oder SD-Karte unterschieden werden.
Mittlerweile hat allerdings ein Tüftler der Online-Community PocketPC.ch anscheinend einen Weg gefunden, dennoch eine größere SD-Karte einzubauen. Solche Experimente waren auch beim HTC HD7 bereits erfolgreich und sollen dort laut einem Video, das bei YouTube eingestellt wurde, auch ohne Verlust der Garantieansprüche möglich sein.

### Kamera
Die integrierte Kamera kann Fotos mit einer Auflösung von bis zu 5 Megapixeln (2.560 × 1.920 Pixel) machen. Zur Lichtmessung kommt ein aktiver Pixelsensor (auch bekannt als „CMOS-Sensor“) zum Zuge. Unterstützung erhält die Kamera dabei von einem Dual-LED-Blitzlicht. Die Kamera kann zudem Filme mit einer Auflösung bis zu 720p (1280 × 720 Pixel) aufnehmen. Weiterhin stehen dem Nutzer verschiedene Aufnahmeprogramme zur Verfügung, darunter Kerzenschein, Landschaft und Porträt.

### Funkverbindungen
Drahtlos kommuniziert das HTC 7 Pro per WLAN-Standard 802.11 b/g/n, GPRS, EDGE, UMTS, HSPA und Bluetooth 2.1. Zudem ist eine A-GPS-Antenne eingebaut.
Es werden die Bluetooth-Profile A2DP, AVRCP, HFP, HSP und PBAP unterstützt.
| Funkstandard       | Datenrate (brutto) | Frequenz              |
| ------------------ | ------------------ | --------------------- |
| WLAN IEEE 802.11 b | 11 Mbit/s          | 2,4 GHz               |
| WLAN IEEE 802.11 g | 54 Mbit/s          | 2,4 GHz               |
| WLAN IEEE 802.11 n | 600 Mbit/s         | 2,4 GHz               |
| HSDPA              | 7,2 Mbit/s         | 900 / 2100 MHz        |
| HSUPA              | 2,0 Mbit/s         | 900 / 2100 MHz        |
| GPRS               | 114 kbit/s         | 850/900/1800/1900 MHz |
| EDGE               | 560 kbit/s         | 850/900/1800/1900 MHz |
| Bluetooth 2.1      | 2,1 Mbit/s         | 2402–2480 MHz         |

## Bedienung
Das HTC 7 Pro ist das einzige Gerät mit dem Betriebssystem Windows Phone 7 des Herstellers HTC Corporation mit einer physischen Tastatur. Die Tastatur fährt seitlich vom Bildschirm nach links aus. Insbesondere der Homescreen ist bei Windows Phone 7 aber auf eine vertikale Haltung des Bildschirms ausgelegt. Zur Nutzung der physischen Tastatur muss das HTC 7 Pro aber quer gehalten werden, was die Bedienung der dann falsch orientierten Menüs erschwert.
Dieses Manko wurde seitdem in mehreren redaktionellen Tests gerügt.